# Johann Albrecht Widmannstetter
Johann Albrecht Widmannstetter (Nellingen, 1506 – Ratisbona, 28 marzo 1557) è stato un umanista, teologo e filologo tedesco.

## Biografia
Widmannstetter studiò diritto, teologia e lingue orientali a Tubinga. Dopo il 1527 venne in Italia al seguito di Carlo V e continuò i suoi studi a Torino, Napoli e Roma, focalizzandosi sul siriaco e sull'arabo. In particolare per la lingua siriaca fu allievo di Teseo Ambrogio (1469-1540; egli a sua volta imparò il siriaco dal monaco maronita Elia negli anni del Concilio Lateranense V). Nel 1539 pubblicò l'Introductio in Chaldaicam linguam, Syriacam, atque Armenicam and decem alias... a Pavia: si tratta del primo manuale di siriaco stampato in Europa. Di seguito nel 1555 pubblicò a Vienna la prima edizione europea del Nuovo Testamento in lingua siriaca. 
Nel 1533, Widmannstetter divenne segretario di papa Clemente VII. Nello stesso anno tenne una serie di lezioni a Roma sulle idee di Copernico.
Dopo la morte di Clemente VII, Widmannstetter mantenne il ruolo di segretario anche di Paolo III.
Dopo il 1535 Widmannstetter fu segretario del cardinal Nikolaus von Schönberg. Colpito dalle lezioni di Widmannstetter sulle idee di Copernico, il cardinale scrisse una lettera a Copernico nel 1536, sollecitandolo a pubblicarla (cosa che fece soltanto nel 1543, appena prima della sua morte).
Il resto della carriera di Widmannstetter si concentrò sull'orientalismo, materia nella quale contribuì in modo proficuo, collezionando centinaia di manoscritti in ebraico, arabo e siriaco.